# Luigi Canepa

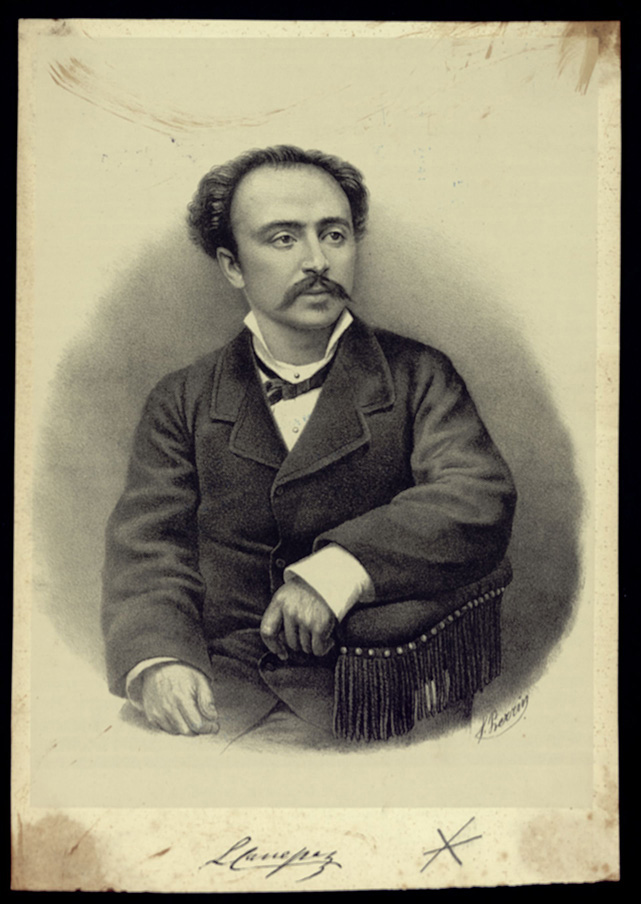
Luigi Canepa

Luigi Canepa (* 15. Januar 1849 in Sassari; † 12. Mai 1914 ebenda) war ein italienischer Komponist.

## Leben
Canepas Vater Francesco und seine Mutter Angela Solari waren genuesischer Herkunft. Sie entdeckten bald sein musikalisches Talent und ließen ihn im Alter von acht Jahren das Flötenspiel lernen. Mit zehn Jahren schickten sie ihn an das Mailänder Konservatorium, wo er bis zum Herbst 1861 blieb. Im Jahr darauf wurde er als Student für eine Gebühr am Konservatorium von Neapel unter der Leitung von Saverio Mercadante aufgenommen, wo er hervorragende Ergebnisse erreichte: Mit nur fünfzehn Jahren gewann er einen Wettbewerb für einen Platz in der Klasse für Kontrapunkt und Komposition.
Am 14. Oktober 1867 verließ Canepa das Konservatorium, um mit Giuseppe Garibaldi in der Kampagne für die Befreiung Roms zu kämpfen. Er wurde aber verwundet und gefangen genommen. Am 5. November kehrte er zum Konservatorium von Neapel zurück, und kurz darauf zog er nach Mailand, wo er seine musikalischen Studien fortsetzte.

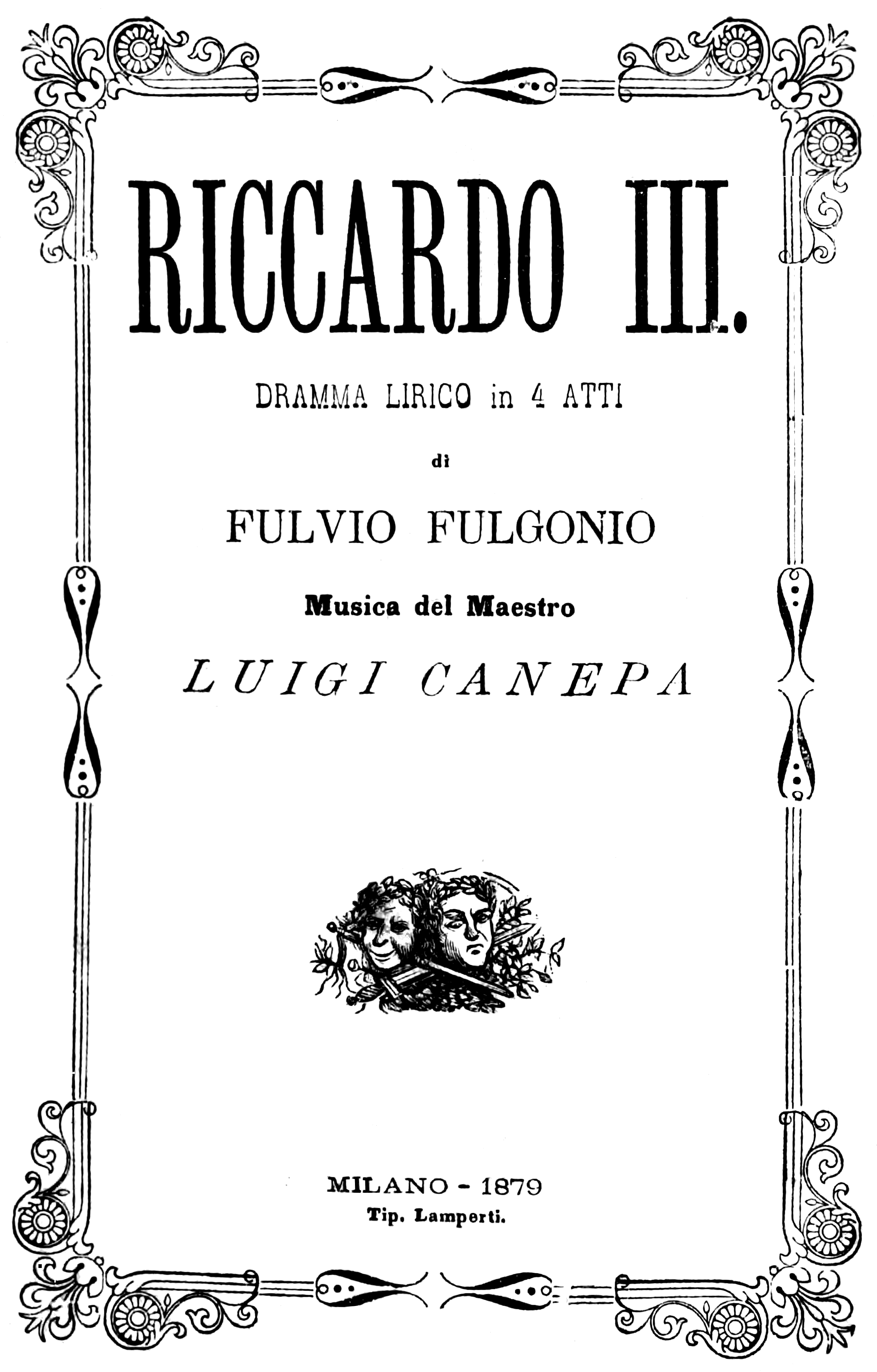
Titelblatt des Librettos der Oper Riccardo III.

1871 komponierte er seine erste Oper Davide Rizio auf ein Libretto von Enrico Costa, einem Landsmann und Cousin Canepas. Die Oper in drei Akten, die das Leben von David Rizzio und Maria Stuart behandelt, wurde zum ersten Mal im November des folgenden Jahres im Teatro Carcano aufgeführt und dann von dem Verleger Lucca erworben, der sie in vielen italienischen Städten und in Barcelona auf die Bühne brachte.
Im Jahr 1874 komponierte Canepa die Oper I pezzenti auf ein Libretto von Fulvio Fulgonio, die im September desselben Jahres im Teatro alla Scala Mailand und anschließend in mehreren europäischen Theatern aufgeführt wurde.
Canepa etablierte sich immer mehr, und seine dritte Oper, Riccardo III auf ein Libretto von Fulvio Fulgonio, die ihre Uraufführung im Jahr 1879 hatte, erhielt einstimmiges Lob von Kritikern und anderen berühmten Komponisten wie Giuseppe Verdi und Amilcare Ponchielli.
Eine schwere Krankheit unterbrach Canepas Karriere und zwang ihn, sich in seine Heimatstadt zurückzuziehen, wo er sich der Musikkritik und dem Unterricht widmete.
Eine Besserung seiner Gesundheit erlaubte es ihm wieder, zu komponieren, doch sein Ruhm war inzwischen verblasst. In dieser Zeit schrieb er eine Messe, einen Beerdigungsmarsch für Giuseppe Garibaldi und eine Beerdigungs-Elegie für Nino Bixio.
Canepa beendete seine Karriere als Komponist mit der tragikomischen Opernszene Amsicora auf ein Libretto von Salvatore Scano. Sie hatte ihre Uraufführung im April 1903 im Teatro Verdi in Sassari.
Nach Luigi Canepa benannt sind unter anderem das Musikkonservatorium von Sassari, eine Straße derselben Stadt und der Chorale Luigi Canepa, die älteste Choranstalt Sardiniens.
Sein Grab liegt zusammen mit dem seiner Mutter und seines Sohnes Aldo Canepa auf dem Denkmalsfriedhof von Sassari.